# Нава-де-Сотробаль
Нава-де-Сотробаль (ісп. Nava de Sotrobal) — муніципалітет в Іспанії, у складі автономної спільноти Кастилія-і-Леон, у провінції Саламанка. Населення — 195 осіб (2010).
Муніципалітет розташований на відстані близько 140 км на захід від Мадрида, 33 км на схід від Саламанки.
На території муніципалітету розташовані такі населені пункти: (дані про населення за 2010 рік)
- Араусо: 3 особи
- Нава-де-Сотробаль: 191 особа
- Сотробаль: 1 особа

## Демографія
Динаміка населення (INE ):

## Галерея зображень

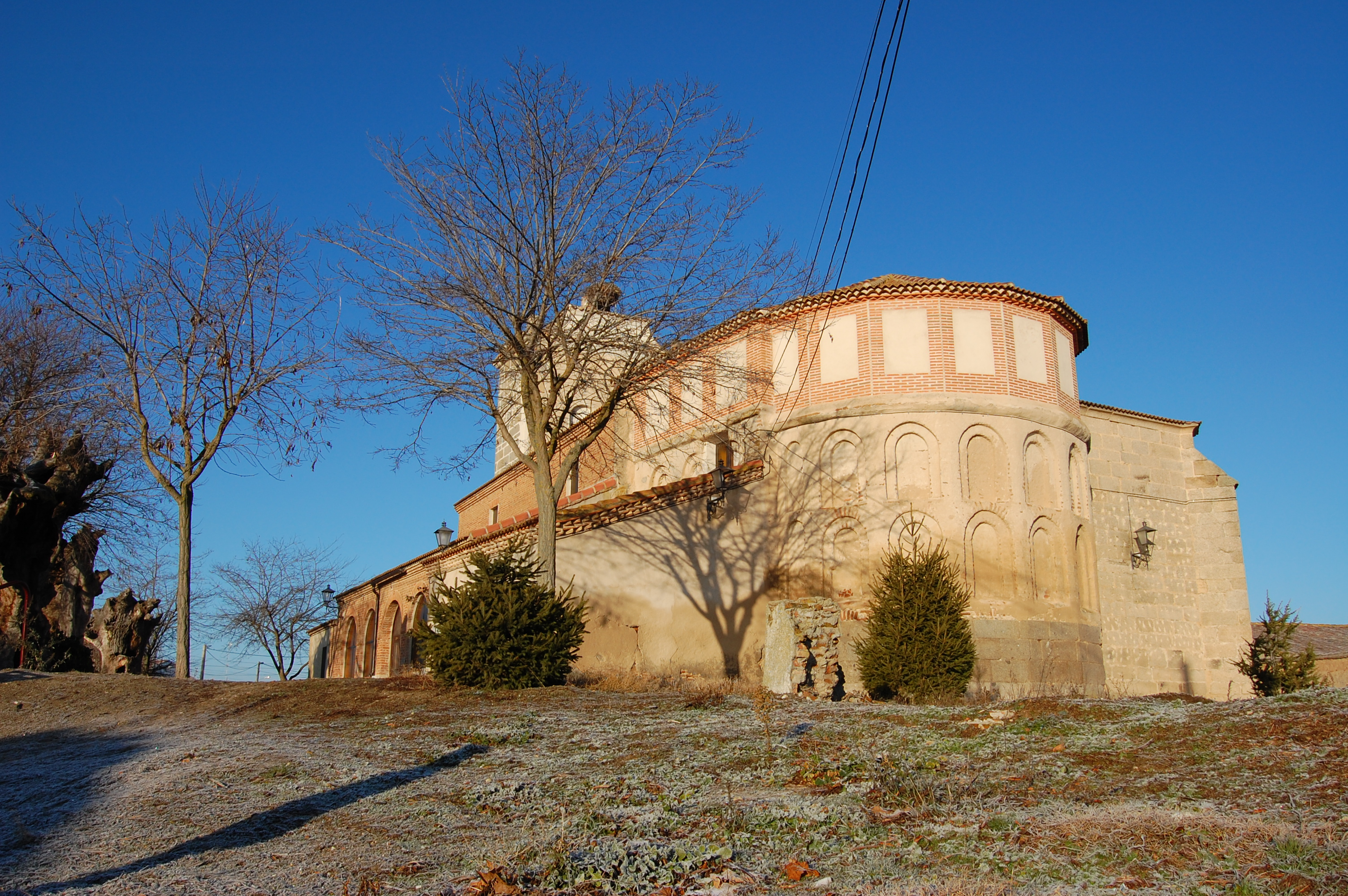
Церква

## Зовнішні посилання
- Провінційна рада Саламанки: індекс муніципалітетів [Архівовано 23 квітня 2009 у Wayback Machine.]
- Посилання на Google Maps